# قطعنامه ۷۵۳ شورای امنیت
قطعنامه  ۷۵۳ شورای امنیت سازمان ملل متحد که در تاریخ ۱۸ مه ۱۹۹۲ تصویب شد، سندی بین‌المللی دربارهٔ پذیرش اعضای جدید سازمان ملل متحد: کرواسی است. این قطعنامه طی نشست ۳۰۷۶ام    تصویب شد.